# Peyriguère
Peyriguère – miejscowość i gmina we Francji, w regionie Oksytania, w departamencie Pireneje Wysokie.
Według danych na rok 1990 gminę zamieszkiwało 26 osób, a gęstość zaludnienia wynosiła 6 osób/km² (wśród 3020 gmin regionu Midi-Pireneje Peyriguère plasuje się na 1037. miejscu pod względem liczby ludności, natomiast pod względem powierzchni na miejscu 1546.).